# Georg Fidel Bäuerle
Georg Fidel Bäuerle (* 10. April 1775 in Rottenburg am Neckar; † 1847) war ein deutscher Verwaltungsjurist.

## Leben
Bäuerle studierte Philosophie in Konstanz und Rechtswissenschaften an der Universität Freiburg, wo er 1798 das Examen ablegte. 1799 wurde er Auscultant beim österreichischen Kreisamt Rottenburg und fungierte zugleich als Advokat. 1802 wechselte er als von Ulm'scher Patrimonalbeamter nach Poltringen und Oberndorf am Neckar. 1804 wurde er Syndikus der Stadt Horb und provisorischer Obervogt und Patrimonialbeamter in Nordstetten. Von 1806 bis 1811 war er Landvogteiaktuar in Rottweil, ab 1811 Oberamtmann des Oberamts Riedlingen und von 1826 bis 1847 Oberkirchenrat beim Bischöflichen Generalvikariar Rottenburg.